# Colfax (Kalifornia)
Colfax város az USA Kalifornia államában, Placer megyében. Lakosainak száma 1995 fő (2020. április 1.).

## Közlekedés

### Vasút
A települést napi egy pár California Zephyr néven futó Amtrak távolsági vonatjárat érinti.

## Népesség
A település népességének változása:
| Lakosok száma | 591  | 1963 | 1995 |
|               | 1880 | 2010 | 2020 |